# ゲラニアールデヒドロゲナーゼ
ゲラニアールデヒドロゲナーゼ(Geranial dehydrogenase, EC 1.2.1.86)は、系統名を
ゲラニアール:NAD+ オキシドレダクターゼ(geranial:NAD+ oxidoreductase)という酵素である。GaDH等とも呼ばれる。以下の化学反応を触媒する。
ゲラニアール + H2O + NAD+ {\displaystyle \rightleftharpoons } ゲラン酸 + NADH + H+
この酵素は、ネラールには作用しない。